# 紫黃凹牙豆娘魚
紫黃凹牙豆娘魚，又稱紫黃寬刻齒雀鯛，為輻鰭魚綱鱸形目隆頭魚亞目雀鯛科的其中一種，分布於中西太平洋印尼海域，深度10-30公尺，本魚體呈卵圓形而側扁，體呈藍灰色，胸鰭基部、尾柄部、尾鰭上下葉為鮮黃色，尾鰭、臀鰭及背鰭軟條部紫色或藍紫色，鰓蓋具有數列紫色斑點，齒單列，齒端扁平而具缺刻，尾鰭分叉，背鰭硬棘11-13枚；軟條11-13枚；臀鰭硬棘2枚；軟條14枚，體長9.4公分，棲息在外海珊瑚礁斜坡，通常有大量海扇及黑珊瑚生長的地方，以浮游生物為食，生活習性不明。